# سيليست جونسون
سيليست جونسون (بالإنجليزية: Celeste Johnson)‏ هي عارضة ومغنية أمريكية، ولدت في 1959 في شيكاغو في الولايات المتحدة.

## وصلات خارجية
- سيليست جونسون على موقع ميوزك برينز (الإنجليزية)
- سيليست جونسون على موقع ديسكوغز (الإنجليزية)